# بانک ریوکیوس
بانک ریوکیوس (انگلیسی: Bank of the Ryukyus) شرکت خدمات مالی و بانکداری ژاپنی است، که در سال ۱۹۴۸ تأسیس شد.